# Leo McCarthy
Leo Tarcissus McCarthy (Auckland, 15 de agosto de 1930 – São Francisco, 5 de fevereiro de 2007) foi um político e homem de negócios americano nascido na Nova Zelândia. Filiado ao Partido Democrata, foi vice-governador da Califórnia de 1983 a 1995. Foi presidente da Assembleia Legislativa da Califórnia de 1974 a 1980.

## Carreira
Aos quatro anos, Leo McCarthy veio para San Francisco com seus pais, onde frequentou escolas públicas. Ele então estudou história na Universidade de São Francisco. Depois de se formar em Direito pela San Francisco Law School e ser admitido na Ordem dos Advogados, ele começou a exercer a advocacia. Em 1951 e 1952 serviu na Força Aérea dos Estados Unidos durante a Guerra da Coréia. Politicamente, ele se juntou ao Partido Democrata. Entre 1964 e 1968 foi membro do Conselho Municipal de São Francisco; de 1969 a 1983, ele se sentou na Assembléia do Estado da Califórnia. De 1974 a 1980 foi presidente desta câmara.
Em 1982, McCarthy foi eleito vice-governador da Califórnia. Ele ocupou este cargo após duas reeleições entre 1983 e 1995. Foi vice do governador republicano George Deukmejian e presidente do senado estadual. Desde 1991, ele serviu sob o novo governador Pete Wilson. Em julho de 1988, ele participou da Convenção Nacional Democrata em Atlanta como delegado. Nesse mesmo ano, concorreu sem sucesso ao Senado dos Estados Unidos. Quatro anos depois, outra candidatura ao Senado falhou nas primárias de seu partido. A reeleição como vice-governador após três mandatos não era constitucionalmente possível.
Depois que seu mandato terminou, McCarthy se aposentou da política. Ele fundou uma empresa de investimentos e ajudou a fundar o Centro Leo T. McCarthy para o Serviço Público e o Bem Comum na Universidade de São Francisco. Ele morreu de insuficiência renal em São Francisco em 5 de fevereiro de 2007.